# Храм Параскевы Пятницы (Панино)
Храм Великому́ченицы Параске́вы Пя́тницы — православный храм в селе Панино Спасского района Рязанской области. Основан в конце XVIII века. Относится к Спасскому северному благочинию.

## История
Согласно окладной книге 1684 года село Панины Пруды, известное уже по писцовым книгам 1637 и 1638 годов, относилось к приходу села Агломазово. Лишь после того как в Агломазове была упразднена церковь, в Паниных Прудах возвели в 1770 году храм в честь великомученицы Параскевы Пятницы. Возможно, церковь была перенесена из села Агломазова: в пользу этого говорит просьба причта, поданная в 1797 году, о необходимости исправить ветхости в строении здания. В 1790 году причт и прихожане храма направили просьбу об устроении при храме придела в честь святителя Николая. 16 мая 1794 года иерей Стефан Иоаннов подал прошение об освящении построенного придела. Водоосвятная грамота была выдана 29 ноября 1794 года. Апрелем 1828 года и июнем 1830 года датируются прошения о покрытии церковного здания новым тёсом.
В 1851 году была возведена новая деревянная Пятницкая церковь. В 1891 году к церкви относились полдесятины, занятые непосредственно храмом и кладбищем, три десятины усадебной земли, 30 десятин пахотной и 3,5 десятины луговой земли, однако плана и межевой книги на данные земли причт не имел. Кроме того, причт владел 35 десятинами пахотной земли и 18 десятинами, занятыми кустарником, в пустоши Захаричи. К приходу относились непосредственно село Панины Пруды (328 дворов), деревни Агломазово (18 дворов) и Уродово (9 дворов; отделено в 1873 году от села Троица-Пеленица); в них проживали 1248 мужчин и 1327 женщин, из которых грамотными были 78 человек. В причте в то время состояли священник, дьякон и псаломщик. Один из них был законоучителем в школе в селе Панино.
В 1870 году при церкви открыли церковно-приходское попечительство. В 1884 году с целью украшения храма собрали, в том числе и с помощью пожертвований, 300 рублей. В 1889 году вместо прежней, обветшавшей церковной ограды возвели новую. Решение о постройке в селе новой, уже каменной церкви было принято в 1896 году.
В 1903 году в селе Панины Пруды был возведён каменный храм с колокольней и с двумя приделами: главный был освящён во имя святой великомученицы Параскевы Пятницы, другой — во имя святителя и чудотворца Николая Мирликийского. Средства на постройку церкви были собраны на пожертвования священно- и церковнослужителей, прихожан и разных благотворителей. Среди них были Гавриил Петров, потомственный дворянин Иван Коншин, Иоанн Кронштадтский. При храме в небольшой сторожке находилась церковно-приходская школа, которая содержалась на общественные средства (360 рублей). Известно, что в 1913 году в школе обучалось 175 мальчиков и 63 девочки, в 1914 году — 176 мальчиков и 96 девочек. С 1911 года должность заведующего и законоучителя в церковно-приходской школе занимал священник Пятницкой церкви Иоанн Троицкий, ещё с 1902 года вторым законоучителем работал диакон Николай Добродеев. Жалованья местный причт не получал. Церковный (кружечный) сбор в 1914 году составил 505 рублей. Церковная земля, будучи песчаной, обеспечивала доход до 200 рублей в год. В собственности священнослужителей находились дома, построенные ими на церковных и усадебных землях.
15 июля 1940 года церковь была закрыта, её здание отобрали под школу, но оно использовалось колхозом в своих целях. В то время исчезли многие иконы и церковная утварь. Хранение в церкви химических удобрений уничтожило все росписи и негативно отозвалось на состоянии стен и пола.
В 1992 году храм вернули верующим. Благодаря стараниям настоятеля архимандрита Поликарпа (Гришина), местных жителей и благотворителей храм был восстановлен. Помимо ограждения вокруг храма, были возведены новые ворота и ступени и отреставрирован фундамент; построен третий ярус с колокольней и позолоченным луковичным куполом. Были возвращены некоторые утерянные святыни. Сейчас в храме уже имеются образы Божией Матери «Скоропослушница» и «Взыскание погибших», скульптурный образ святителя Николая Чудотворца.

## Священнослужители
- Иоанникий Самойлов (ещё в Агломазове; уп. в 1676)[4]
- Косма (ум. в 1734)[4]
- Симеон Леонтиев (р. 24 марта 1734)[4]
- Захария Симеонов (р. в 1748)[4]
- Василий Гавриилов (уп. в 1776)[4]
- Стефан Иоаннов (уп. с 1783—1805)[4]
- Леонтий Никитин (уп. с 1805—1826)[4]
- Евфимий Михайлов Лавров (уп. с 19 октября 1826—1847)[4]
- Иоанн Кодратович Поспелов (сост. с 15 октября 1847)[4]
- Иван Григорьевич Троицкий (начало XX века)
- протоиерей Петр Крестов (с 1924 по февраль 1930 и с января 1934 по февраль 1938 годов)[5]
- архимандрит Поликарп Гришин (с 1992 года по август 2012 года)[6]
- иерей Павел Шаров (с августа 2012 года по ноябрь 2012 года)[7]
- иерей Иоанн Булеков (с ноября 2012 года по ноябрь 2013 года)[8]
- иерей Михаил Хлыстов (с ноября 2013 года)[9]